# Kinyongia uluguruensis
Espèce
Synonymes
- Chamaeleo fischeri uluguruensis Loveridge, 1957
- Bradypodion fischeri uluguruensis (Loveridge, 1957)

Statut de conservation UICN

 LC  : Préoccupation mineure
Statut CITES
Kinyongia uluguruensis est une espèce de sauriens de la famille des Chamaeleonidae.

## Répartition
Cette espèce est endémique de Tanzanie. Elle se rencontre entre 1 300 et 2 400 m d'altitude dans les monts Uluguru.

## Étymologie
Son nom d'espèce, composé de uluguru et du suffixe latin -ensis, « qui vit dans, qui habite », lui a été donné en référence au lieu de sa découverte.

## Publication originale
- Loveridge, 1957 : On a third collection of reptiles taken in Tanganyika by C. J. P. Ionides, Esq. Tanganyika Notes and Records, n. 43, p. 1-19.